# الداف
اد داف در عربستان سعودی است که در استان مکه واقع شده‌است.